# Зграда Дома културе у Ваљеву
Зграда Дома културе у Ваљеву пројектована је наменски у духу послератне модерне, рађена од 1953. до 1960. године. Представља непокретно културно добро као споменик културе од великог значаја.

## Намена и изглед
Зграда је пројектована за приказивање позоришних представа, као и за остале функције везане за културна дешавања. По форми, функцији и распореду просторија савремено је концепиран као зграда позоришта, којој су додати и пратећи садржаји: филмска сала, галеријски простор и простор за окупљање младих. Градња Дома културе започета је новембра 1953. године. До сада нису откривени пројекти и име пројектанта. Зграда је постављена у слободном простору и сагледива је са свих страна. Подужни део, наличје зграде постављен је на регулациону линију Чика Љубине улице. Изабрано решење окретањем главне фасаде ка реци довело је до оснивања мањег трга, пешачке зоне испред. Зграда је спој четири кубуса различитих величина и висина, степенасто поређаних. Централни кубус је највиши и уједно представља спој остала три кубуса, распоређених лево идесно од њега. У приземљу средишни кубус није спојен са осталим делом грађевине, већ је остављен пролаз за комуникацију и снабдевање. Фасаде главног кубуса обрађене су пикованом и обрађеном бетону, док су остале фасаде малтерисане кречним малтером. Полихромно обојеним са три тона: зелено, црвено и окер.
Основа је сложена, доминира трапезаст централни кубус у чијем приземљу је смештен репрезентативни фоаје, одакле два крака степеништа воде ка сали за позоришне и филмске представе на спрату, док су у споредном делу издужене правоугаоне основе смештене пратеће просторије, а у једном делу и мања сала предвиђена за потребе дома омладине. Све фасаде су равне површине без украса, са већим бројем прозорских отвора. Н централном делу грађевине главна - јужна фасада је полукружно решена, са доминатним средишним делом уграђеним као уоквирена плитка ниша са већим бројем отвора, односно улаза. Окви нише протеже се целом висином фасаде у облику уских конзолних површина у белом мермеру, док је спратност истакнута балконом. Поре ових "рамова" отвори су међусобно одвојени и издужним витким стубовима без украса и детаља. Чеона површина балкона изведена је у белом мермеру са осталим белим мермерним површинама доприноси утиску геометријске поделе главне фасаде. Испред главног улаза је степениште у ширини средишњег простора. Западна и источна фасада централног кубуса су идентична: Дубоке нише с балконима уоквирене као и нише главне фасаде, заузимају већи део фасадних површина, док су остале фасаде разуђене бећим отворима. Подужни део грађевине окренут према улици издужени је тракт са великим прозорским отворима решеним и у приземљу и на спрату као непрекидна стаклена површина коме два висока пасажа дају динамичност.
Кровне површине свих кубуса решене су као равне плоче, Зидови као и подови свих просторија обрађени су декоративно и репрезентативним материјалима; Подови фоајеа, степеништа и позоришне сале изведени су у венецијанском терацу, а зидови и масивни стубови у бојеној штукатури. Зидови позоришне сале обрађени су акустичним декоративно урађеним материјалима. Коплетна расвета решена је постављањем дискретних светлосних извора. Дом културе је свечано отворен 8. марта 1960. године, поводом прославе 50-годишњице обележавања Међународног дана жена. Дом је отворен представом Охридска легенда. године.

## Галерија
- Зграда Дома културе у Ваљеву
- Зграда Дома културе у Ваљеву
- Дом културе
- Зграда Дома културе у Ваљеву
- Зграда Дома културе у Ваљеву
- Зграда Дома културе у Ваљеву